# 艾米莉·勒科达瓦拉
艾蜜莉·史都華·勒科達瓦拉（Emily Stewart Lakdawalla，1975年2月8日—），美國行星學會的資深編輯，科學作家與部落客，並曾擔任環境顧問。她的研究主要是地質學、火星地形、科學傳播和科學教育。艾蜜莉是在多個媒體平台上相當活躍的科學普及者；她在Facebook、Google+和Twitter上與太空專業人士和愛好者互動，並且曾經在全國公共廣播電台（NPR）、英国广播公司（BBC）等公共媒體上討論行星科學和太空探索。

## 教育
艾蜜莉在安默斯特學院獲得地質學學士學位，之後在布朗大學獲得行星地質學碩士學位。

## 經歷
艾蜜莉在安默斯特完成學位後，曾經在伊利諾州擔任兩年教師。1997年時她因為受到伽利略号探测器傳回的木星衛星木衛一和木衛二影像所見立的模擬研究項目，因此決定獨立研究構造地質學。

### 研究
艾蜜莉在安默斯特研究位於華盛頓州東北部因為地層變形而形成的變質沉積岩。在布朗大學就讀時則分析來自麥哲倫號金星探測器的雷達影像，並處理金星上巴爾提斯峽谷區域的地形資料以建立地質演化模型。
艾蜜莉曾經發表一篇由火星全球探勘者號搭載的火星軌道雷射測高儀紀錄下的火星上假定存在的複式火山地形研究論文。她也曾經加入一個國際團隊分析火星车觀測資料，並評估德文島作為為了觀測火星而開發的無人航空載具（UAV）的測試場。
艾蜜莉和帕梅拉·盖伊等人共同致力於和觀眾互動的天文學教育活動，並且這些活動已經被一般大眾媒體提及與傳播。
艾蜜莉還致力於宣傳公眾科學的研究計畫，尤其是關於太空探索的計畫，例如 CosmoQuest和宇宙動物園。

### 行星學會
艾蜜莉於2001年加入行星學會擔任該學會的「Red Rover Goes to Mars」計畫的副專案經理，該計畫是樂高集團資助的火星探測車任務教育與大眾宣傳計畫。2002年時為了支持火星車操作的培訓，她主持了挑選來自世界各地中學生到美國加州帕萨迪纳參加國際性競爭的訓練營。之後在2005年初又再次進行了相同的計畫。
艾蜜莉曾經在加拿大北部德文島參與行星科學資助的模擬未來在火星上使用的無人飛行載具開發測試團隊，在這段期間她開始編寫行星學會的線上出版文章。數年間她編寫行星學會的網路新聞稿，以及包含《The Planetary Report》的面向社會大眾的印刷出版物。

## 媒體曝光
艾蜜莉是每星期播送一次的行星學會播客「Planetary Radio」的其中一位固定參與計畫人員。繼比爾·奈擔任行星學會的執行董事以後，她開始在電視、網路廣播、Google+ Hangouts、以及行星學會在YouTube上的系列影片Snapshots from Space曝光。
艾蜜莉曾經是網站CosmoQuest的網路節目Science Hour的主持人，並訪問比爾·奈等人討論關於未來的行星探測。在一次訪問Brad Allen時，她討論了讓她走上科學傳播的經歷、载人航天的狀態、以及目前的太空探索任務，例如火星科學實驗室。

2013年12月艾蜜莉在「今日宇宙」（Universe Today）網站接受訪問時，她討論了在太陽系中是基於地質活動和水的存在作為生命存在的候選區域。除了木衛二以外，艾蜜莉還提及了因為有活躍鹹水噴泉的土衛二：
這個噴泉是鹹的－代表外殼下方有鹹水海洋，所以基本上我們知道有一個星球將它的海水噴入外太空。你甚至不需要登陸－你只要正好從這個熱噴泉柱通過，就可以知道有哪些種類的低溫化學反應正在發生。是的，我認為土衛二將是尋找外星生命的一個非常好的地方。
艾蜜莉曾經接受 NPR 的廣播節目「All Things Considered」訪問，並且討論了中國的玉兔号月球车等議題。她也曾出現在BBC America和BBC World News。

## 著作
艾蜜莉是《天空與望遠鏡雜誌》的特約編輯，並且發表的文章內容主要關於火星、月球、外行星、太空探測器拍攝影像和柯伊伯带。她正以好奇號火星探測車為內容編寫她的第一本書，預計於2015年出版。
2013年9月起，艾蜜莉每個月在《自然地球科學》期刊上發表 "In the Press" 專欄文章

### 代表性著作
- Lakdawalla, Emily. . 365 Days of Astronomy. January 3, 2009  [2014-06-15]. （原始内容存档于2015-04-09）.
- Lakdawalla, Emily. . The Planetary Society. October 14, 2009  [2014-06-15]. （原始内容存档于2019-10-06）.
- Lakdawalla, Emily. . Sky & Telescope. January 2010  [2014-06-15]. （原始内容存档于2014-03-17）.
- Lakdawalla, Emily. . Nature Geoscience. 23 December 2013. |year=与|date=不匹配 (帮助)

## 獎項與榮譽
2011年，艾蜜莉因為她的對土星菲比環的報導文章獲得美國天文學會行星科學部強納森·埃伯哈特行星科學新聞獎。

## 個人生活
艾蜜莉現與其丈夫大流士·勒科达瓦拉和2個女兒居於洛杉磯。

## 外部連結
- . The Planetary Society.   [2014-06-15]. （原始内容存档于2018-12-09）.
- .   [2014-06-15]. （原始内容存档于2018-02-04）.
- 艾米莉·勒科达瓦拉的X（前Twitter）

Media
- . The Planetary Society. January 21, 2014  [2014-06-15]. （原始内容存档于2021-04-17）.